# Бхедаргандж
Бхедаргандж (бенг. ভেদরগঞ্জ, англ. Bhedarganj) — город и муниципалитет в центральной части Бангладеш, административный центр одноимённого подокруга. Муниципалитет был основан в 1997 году. Площадь города равна 2,19 км². По данным переписи 2001 года, в городе проживало 6844 человека, из которых мужчины составляли 49,30 %, женщины — соответственно 50,70 %. Уровень грамотности населения составлял 45,5 % (при среднем по Бангладеш показателе 43,1 %).